# Les Lapins Crétins : Invasion
Les Lapins Crétins : Invasion (Rabbids Invasion) est une série télévisée d'animation 3D française adaptée par les studios Ubisoft Motion Pictures, adapté par Philippe Guyenne et Stéphane Juffé (saison 1), Cédric Pilot, Thierry Fontaine, Don LaFontaine, Derek Simpson, Derek Seaborn, Megan Thomas Bradner (saison 2), Stephen K. Bannon (saison 3) et Joseph Loeb (saison 4). La série s'inspire des personnages éponymes originellement tirés des jeux vidéo développés par la société Ubisoft.
Elle est diffusée depuis le 3 août 2013 sur la chaîne Nickelodeon aux États-Unis. En France, elle est initialement diffusée sur Télétoon+ et la chaîne France 3 depuis le 14 octobre 2013, puis sur la chaîne française de Nickelodeon de 2014 à 2020, sur France 4 entre le 31 mars 2014 et juillet 2020 et sur Game One le 16 septembre 2016 mais déprogrammée quelques années plus tard.
La série est diffusée dans son intégralité sur YouTube depuis le 3 septembre 2014 en français. Pour la version anglaise, elle est aussi diffusée sur Youtube (pas en intégralité) depuis le 30 juin 2016.
En 2024 au festival d'Annecy 2024 la série à reçu un nouveau feu vert pour son comeback mais cette série sera localisé dans l'espace elle sera produite mais cette fois avec la participation de Gulli et du Groupe M6 dans un total de 78 épisodes 7×78.

## Synopsis
La série se concentre sur les Lapins Crétins, des personnages inspirés des jeux vidéo homonymes créés par la société Ubisoft, qui découvrent le monde qui les entoure. Leur mémoire et leur compréhension étant particulièrement limitées, ils se retrouvent alors systématiquement dans des situations saugrenues.
Dans la 2e saison, les lapins cherchent systématiquement des moyens possibles, pour aller atteindre la lune, ignorant la nature de son apparition. Ils y arrivent, dans l'épisode Dernier lapin où tous les lapins sont partis sur la lune y compris le dernier qui était resté sur terre ainsi que dans "Deux crétins en orbite" où on apprend que la majorité des lapins sont coincés sur l'ISS, au grand désespoir des astronautes. Mais aussi dans "Anti-gravité crétine" où Lapin Einstein / Mad Lapin parvient à les envoyer sans dégâts sur le satellite grâce à son pistolet anti-gravité.
Dans la saison 3, les lapins voyagent dans le temps et l'espace et changent le cours de l'histoire grâce à une machine à voyager dans le temps construite par l'improbable Lapin Hibernatus, un lapin intelligent venu du passé, apparu dans la saison 1. Coincé avec les lapins crétins dans leur décharge, il n'aura de cesse de réparer sa machine. Il deviendra le grand rival de Mad Lapin avec qui ils se lanceront dans une véritable course à l'armement pour prouver leur supériorité intellectuelle. Ils seront généralement aidé par des assistants lapins qui ne sont pas à la hauteur de leur exigences. Ils sont donc parfois obligés d'user de méthodes malhonnête pour arriver à leur fin. Finalement, Lapin Hibernatus sera provisoirement coincé dans une boucle temporelle tandis que sa machine restera dans la décharge, à la merci des autres lapins qui s'en serviront pour visiter, entre autres, une base en Antarctique.
Dans la saison 4, Mad Lapin découvre un vaisseau spatial semblable à un sous-marin avec une technologie avancé enterré sous la décharge. Il fait raser la décharge et embarque de force les autres lapins à la recherche de l' île aux Bretzels, avec l'aide d'un robot, Sécurix, qui s'occupe du sous-marin. L'engin ne passe cependant pas inaperçu et la population est rapidement terrorisée par l'allure et les pouvoirs du vaisseau. Face à cette menace, une unité spéciale de sécurité est créée pour arrêter le sous-marin. Zack, qui prenait les lapins pour de dangereux aliens dans les anciennes saisons, va finalement apprendre à les connaître à la suite de la chute de trois lapins du sous-marin, et va les aider à retourner avec les leurs et à échapper à leurs poursuivants.

## Diffusion
- France 3 : Depuis automne 2013
- France 4 : Depuis le 31 mars 2014
- Nickelodeon : Du 6 septembre 2014 à 2020
- Game One : Depuis septembre 2016
- Disney Channel : Depuis le 1er avril 2018
- Disney XD : Du 1er septembre 2019 jusqu'au 7 avril 2020 (chaîne disparue)
- Boing : Du 1er avril 2020 au 3 avril 2023 (chaîne disparue)
- Boomerang : Depuis le 6 août 2023 (À la suite de la disparition de Boing)

## Production
En octobre 2010, Ubisoft et Aardman annonce un partenariat afin de développer un épisode pilote et quelques courts-métrages inspirés des personnages de la franchise. Un an plus tard, une série de 78 épisodes de 7 minutes est annoncée en développement par Ubisoft Motion Pictures, et pour une diffusion sur la chaîne américaine Nickelodeon le 17 août 2013. Le 12 juillet 2013, la série est finalement diffusée le 3 août 2013. Le 17 décembre 2013, Nickelodeon renouvelle la série pour une seconde saison, diffusée aux États-Unis à partir de 2014.
À l'E3 en 2013, Les Lapins Crétins : Invasion est annoncé pour une adaptation en jeu vidéo intitulée Les Lapins Crétins Invasion : La Série Télé Interactive. Le jeu est sorti sur consoles Xbox One, Xbox 360 et PlayStation 4 le 20 novembre 2014. Il s'agit d'un party game proposant plus de 400 activités sur 20 épisodes interactifs.

## Épisodes
La série est également diffusée au Royaume-Uni et en Irlande le 3 février 2014. En Australie et en Nouvelle-Zélande, elle est diffusée le 28 janvier 2014.
Le format de 7 minutes par épisode est motivé par l'absence de dialogues des Lapins Crétins, et retient comme le meilleur compromis possible. Le travail de création s'est fait en partenariat avec Ubisoft pour s'assurer que l'esprit du jeu et des personnages ait bien été respecté. Des interactions entre la série et le jeu sont envisagées.
La série est adaptée en bande dessinée aux éditions Glénat par Fabrice Ravier.
| Saison | Saison | Épisodes | Date de diffusion  | Date de diffusion  |
| Saison | Saison | Épisodes | Première diffusion | Dernière diffusion |
| ------ | ------ | -------- | ------------------ | ------------------ |
|        | 1      | 78       | 3 août 2013        | 18 octobre 2014    |
|        | 2      | 78       | 11 octobre 2014    | 14 juin 2016       |
|        | 3      | 78       | 21 juin 2016       | 23 juin 2017       |
|        | 4      | 76       | 1er septembre 2018 | 26 décembre 2018   |
|        | 5      | 26       | 2022               |                    |

## Distribution

### Voix originales
- Damien Laquet : les Lapins Crétins
- Barbara Scaff : Gina, Timothée, Mona, voix féminines diverses (saisons 1 à 4)
- David Gasman : John Pesci, Zack, divers (saisons 1 à 4)
- Matthew Géczy : voix diverses
- David Coburn : Minstrel, Otto Torx, voix diverses (saisons 3 et 4)
- Sharon Mann : voix féminines (saison 1)

### Voix françaises
- Damien Laquet : les Lapins Crétins
- Nathalie Homs : Gina, Timothée et voix féminines
- Damien Hartmann : voix additionnelles (saison 1)
- Marc Duquenoy : John, voix additionnelles
- Brigitte Guedj : voix additionnelles
- Nessym Guetat : le sculpteur, voix masculines (saisons 2 à 4)

## Jeux dérivés
La série a eu le droit à diverses adaptations grâce aux jeux vidéo. La volonté de ces jeux était de rendre la série interactive afin de mélanger le jeu vidéo à la télévision. Pour cela, l'éditeur français Ubisoft a sorti 2 jeux. Le premier est sorti en 2014 sur Xbox One, Xbox 360 et Playstation 4 et se nomme Les Lapins Crétins : Invasion (la série télé interactive). Le second titre est sorti sur divers appareils mobiles en 2015 et se prénomme Les Lapins Crétins Applopodes: la série télé interactive.